# Topología de Aleksándrov
En matemática, a cualquier preorden se le puede dar la estructura de un espacio topológico, declarando abierta cualquier sección final (conjunto superior). Se puede demostrar que cualquier topología «fina» viene de esa debido al (pre)orden de especialización y, entre tales espacios, una función es continua si y solamente si es monótona.
En topología, una topología de Alexandrov es una topología en la que la intersección de cualquier familia de conjuntos abiertos está abierta. Es un axioma de la topología que la intersección de cualquier familia finita de conjuntos abiertos es abierta; en las topologías de Alexandrov, se elimina la restricción de finita.
Esto contesta a una buena pregunta: si toda intersección (no sólo las intersecciones finitas) de conjuntos abiertos es abierta. Respuesta: esta topología es de Alexandrov (también escrito Alexandroff), en honor a Pável Aleksándrov, quien fue el primero en estudiarlas.
Es importante notar que no hay topologías finitas, solamente sus preórdenes de especialización!. Lo que a su vez significa (por el teorema de inmersión de Henkin) que preorden es el lenguaje de primer "orden" (en sentido lógico) de la topología (pero esto significa: la topología no es de primer "orden" (en sentido lógico)). Paradigmático es el espacio de Sierpinski. Pero los límites (infinitos) de estos espacios finitos son los espacios espectrales. 